# Charles Dilke (2e baronnet)
Pour les articles homonymes, voir Charles Dilke et Dilke.
Charles Dilke (4 septembre 1843 – 26 janvier 1911), 2e baronnet, est un homme politique britannique, de tendance radicale, secrétaire général du Foreign Office, membre du gouvernement Gladstone. Volontiers républicain, Sir Charles Dilke est un opposant déterminé de la Reine Victoria. Il entreprend dans les années 1860 de glorifier l'impérialisme britannique, dont il fait l'éloge dans un ouvrage au grand retentissement, Greater Britain, publié en 1868.
Son divorce en 1886 (et la campagne de presse contre lui de W. T. Stead) met un terme définitif à sa carrière.
Il est le petit-fils de Charles Wentworth Dilke critique littéraire et un écrivain.